# Yu-Gi-Oh! 3D: Bonds Beyond Time
Yu-Gi-Oh! 3D: Bonds Beyond Time is een Japanse animatiefilm gebaseerd op het populaire kaartspel Yu-Gi-Oh!. Deze film werd voor het eerst in 2010 in de bioscopen in Japan vertoond en   een jaar later ook buiten Japan.

## Het Verhaal
Wanneer Paradox een aanval opent op Jaden Yuki en daarna op  Maximilion Pegasus, wordt dit ook in de verre toekomst opgemerkt  door Yusei Fudo. Hijzelf wordt ook overvallen door Paradox en zijn sterkste kaart, de Stardust Dragon, wordt gestolen. Even later bemerkt Yusei dat het verleden wordt veranderd en de stad Neo Domino City ten onder gaat, omdat de maker van het kaartspel Pegasus is gedood door Paradox. Yusei reist achter Paradox het verleden in en red Jaden daarmee, waarna zij nog een tijdsprong maken naar nog verder terug in het verleden en Yugi redden van een gewisse dood. 
Ze reizen daarna met drieën 30 minuten terug voordat de aanval van Paradox begon en Pegasus doodde en creëren een afleiding waardoor niemand gewond raakt. Yugi, Jaden en Yusei werken dan samen en dagen Paradox uit tot een duel, 3 tegen 1. Paradox gebruikt verschillende duistere versies van de sterkste kaarten van Yugi, Jaden en Yusei en hun vrienden om terug te vechten, terwijl alle drie de  hoofdpersonages hun sterkste kaarten ook gebruiken. Uiteindelijk verslaan zij Paradox en zijn Malefix, Truth Dragon en gaan zij weer uit elkaar, hopend elkaar ooit nog een keer tegen te komen.

## Trivia
- Doordat Yugi in de tijdlijn ouder was dan in de tekenfilmreeks besloot stemacteur Dan Green om de rol in te spreken zonder kinderstem.